# Jarosław Kalinowski (koszykarz)
Jarosław Kalinowski (ur. 5 marca 1979 we Wrocławiu) – polski koszykarz występujący na pozycji rozgrywającego. Wychowanek Zastalu Zielona Góra. Zwycięzca konkursu rzutów za 3 w Meczu Gwiazd I ligi w 2007 roku we Wrocławiu. Łącznie wystąpił w 168 spotkaniach Polskiej Ligi Koszykówki.

## Życiorys
W latach 1998–2004 występował w polskiej ekstraklasie (pierwsze dwa sezony w Zastalu Zielona Góra, trzeci w Hoop Basket Pruszków, czwarty w Noteci Inowrocław, ostatni w Astorii Bydgoszcz). W sezonie 98/99 kilkakrotnie był powoływany na zgrupowania reprezentacji Polski. Po zakończeniu gry w PLK przeniósł się do pierwszoligowego wtedy Polpaku Świecie, z którym wywalczył awans do ekstraklasy. Następnie ponownie podpisał kontrakt z Zastalem Zielona Góra, gdzie grał do końca w sezonu 2010/11. Od lipca 2011 roku był zawodnikiem Spójni Stargard Szczeciński, w której występował do końca sezonu 2011/2012. Po tym sezonie zakończył profesjonalną karierę zawodnika i zaczął występować w amatorskich rozgrywkach koszykarskich w Zielonej Górze. We wrześniu 2015 roku wznowił karierę i podpisał kontrakt z II-ligowym wówczas klubem Sokół Międzychód.
Jego brat, Dariusz Kalinowski, również był koszykarzem, sport ten uprawiał również jego ojciec Mirosław.

## Osiągnięcia
Drużynowe
- Awans do PLK (1998, 2005, 2010)

Indywidualne
- I skład I ligi (2005)[8]
- Uczestnik meczu gwiazd I ligi (2007)[9]
- Zwycięzca konkursu rzutów za 3 punkty podczas meczu gwiazd I ligi (2007)
- Lider I ligi w skuteczności rzutów za 3 punkty (2007 – 43,7%)[10]